# Västra Brobänken

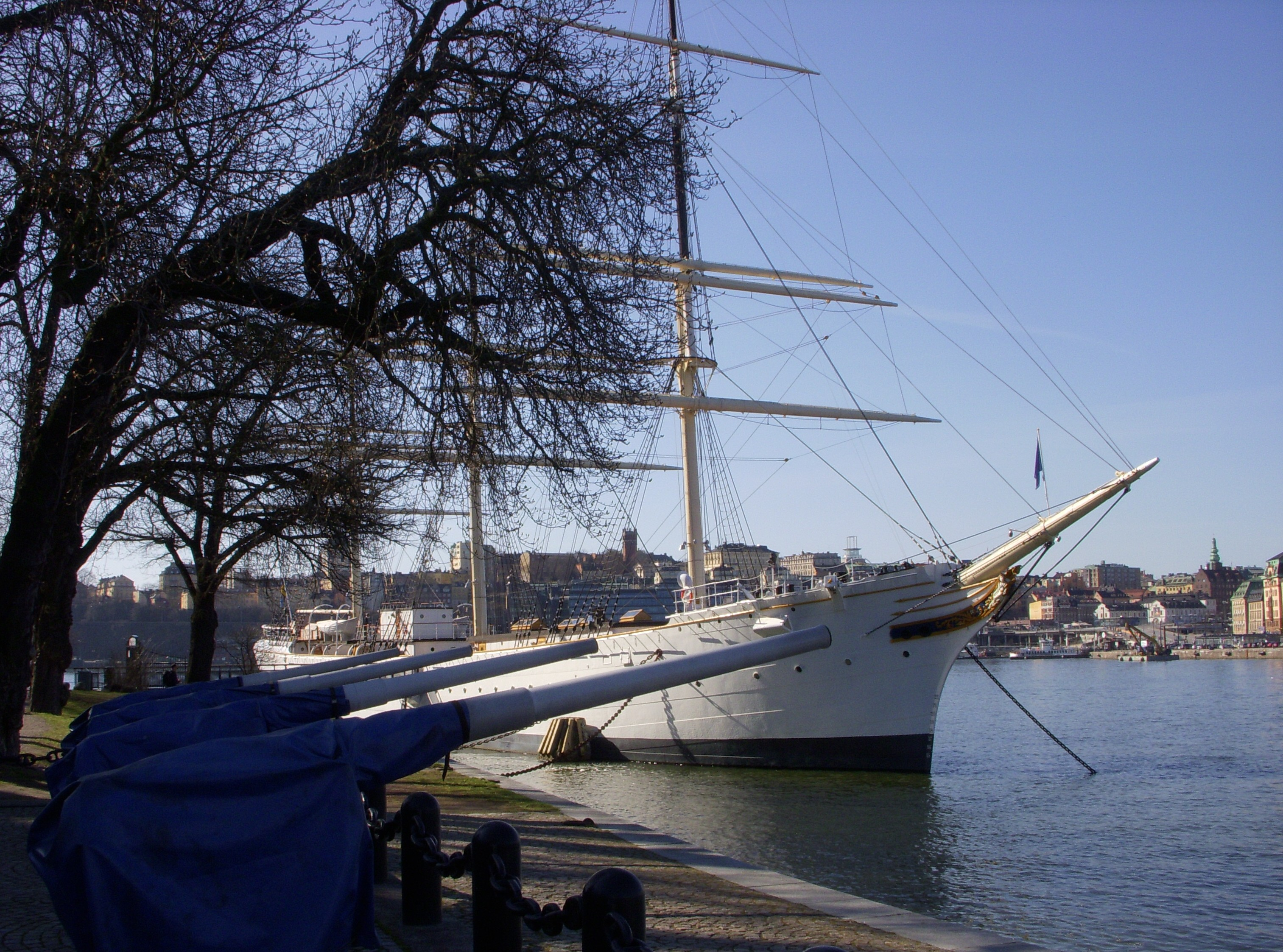
Västra Brobänken med salutkanoner och vandrarhemmet af Chapman.

Västra Brobänken är en gata på Skeppsholmen i Stockholm. Den sträcker sig längs öns västra sida från Skeppsholmsbron fram till Intendenturförrådet. 
Runt Skeppsholmen finns fyra  ”brobänkar” ordnade efter väderstreck; Västra, Östra, Södra och Norra Brobänken, samtliga fick sina nuvarande namn 1972. Namnet härrör från ordet brobänk som avser kaj av trä, avsedd att förtöja fartyg under reparation, vinteruppläggning eller utrustning.  Ordet skeppsbro har ungefär samma betydelse  (se Skeppsbron, Stockholm).  
Numera finns bara ett fartyg förtöjt här; vandrarhemmet och fullriggaren af Chapman.
Från Västra Brobänken har man en utmärkt utsikt över Gamla stan och Stockholms slott och här står även en salutstation med fyra salutkanoner (av typ 57 mm kanon M/89) som används vid högtider som kungliga födslar, begravningar och jämna födelsedagar. Förutom af Chapman finns här även Svenska Turistföreningens vandrarhem i Flottans gamla byggnad; Hantverkskasernen.